# Tschkalowe (Melitopol)
Tschkalowe (ukrainisch Чкалове; russisch Чкалово Tschkalowo) ist ein Dorf im Süden der ukrainischen Oblast Saporischschja mit etwa 1000 Einwohnern.

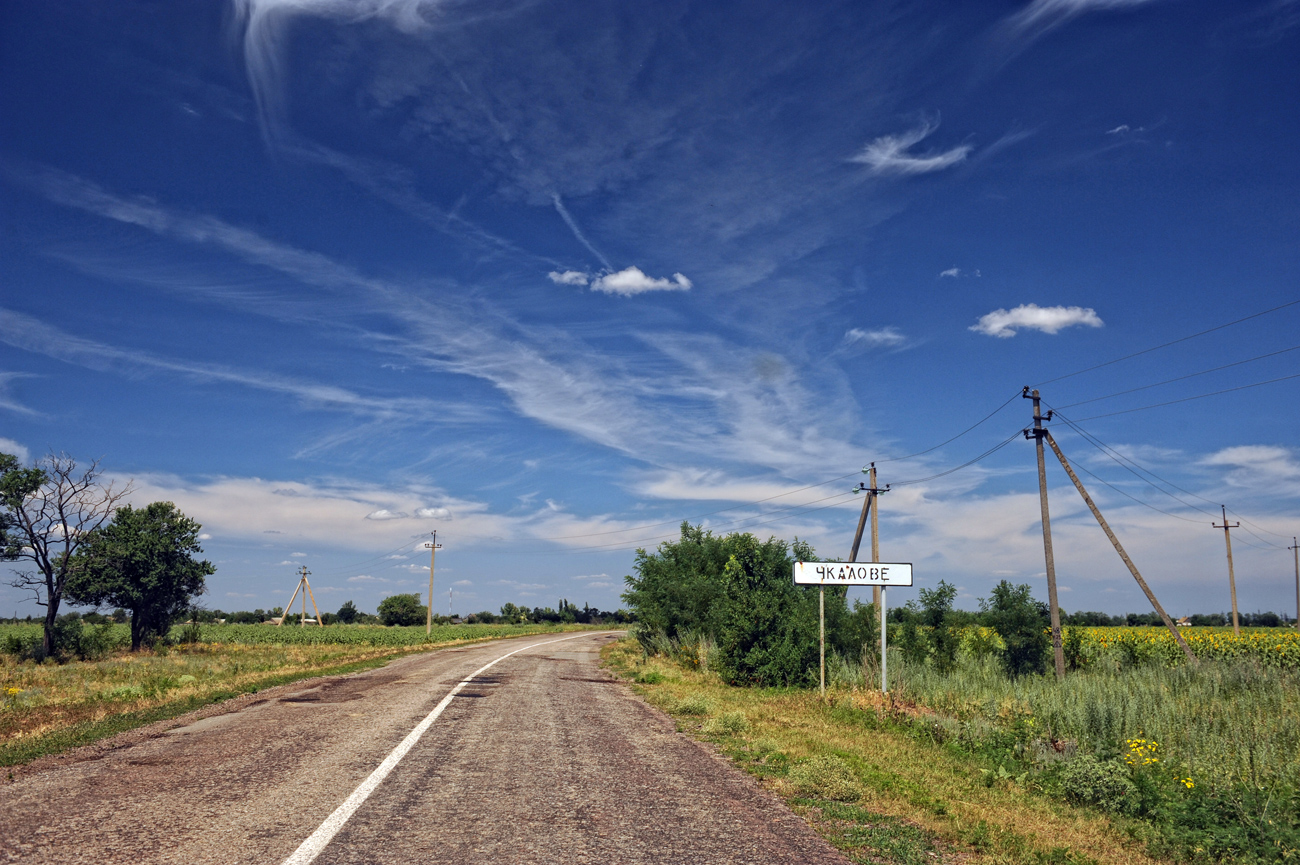
Ortseinfahrt

Das Dorf wurde 1812 unter dem Namen Dowhyj Pid (Довгий Під) gegründet, ab 1830 hieß es Hawryliwka (Гаврилівка) und seit 1938 trägt es seinen heutigen Namen. Es liegt südlich des Kachowkaer Stausees, 56 km westlich vom Rajonzentrum Melitopol und etwa 92 km südwestlich vom Oblastzentrum Saporischschja entfernt.
Im März 2022 wurde der Ort durch russische Truppen im Rahmen des Russischen Überfalls auf die Ukraine eingenommen und befindet sich seither nicht mehr unter ukrainischer Kontrolle.

## Verwaltungsgliederung
Am 21. Juli 2017 wurde das Dorf zum Zentrum der neugegründeten Landgemeinde Tschkalowe (Чкаловська сільська громада/Tschkalowska silska hromada). Zu dieser zählten auch die 9 in der untenstehenden Tabelle aufgelisteten Dörfer, bis dahin bildete es die gleichnamige Landratsgemeinde Tschkalowe (Чкаловська сільська рада/Tschkalowska silska rada) im Westen des Rajons Wessele.
Seit dem 17. Juli 2020 ist sie ein Teil des Rajons Melitopol.
Folgende Orte sind neben dem Hauptort Tschkalowe Teil der Gemeinde:
| Name                     | Name            | Name                                 |
| ukrainisch transkribiert | ukrainisch      | russisch                             |
| ------------------------ | --------------- | ------------------------------------ |
| Dobrowoltscheske         | Добровольчеське | Добровольческое (Dobrowoltscheskoje) |
| Hoholiwka                | Гоголівка       | Гоголевка (Gogolewka)                |
| Kalyniwka                | Калинівка       | Калиновка (Kalinowka)                |
| Kornijiwka               | Корніївка       | Корнеевка (Kornejewka)               |
| Krassawytsch             | Красавич        | Красавич (Krassawitsch)              |
| Mussijiwka               | Мусіївка        | Мусиевка (Mussijewka)                |
| Nowoukrajinka            | Новоукраїнка    | Новоукраинка (Nowoukrainka)          |
| Selenyj Haj              | Зелений Гай     | Зелёный Гай (Seljony Gai)            |
| Selenyj Luh              | Зелений Луг     | Зелёный Луг (Seljony Lug)            |